# Hans Lagger
Hans Lagger (* 24. Juni 1882 in Mauthen; † 12. April 1949 in Wien) war ein österreichischer Politiker der Sozialdemokratischen Arbeiterpartei (SdP) und nach dem Zweiten Weltkrieg der Sozialistischen Partei Österreichs (SPÖ).

## Biografie
Hans Lagger wurde 1882 als Sohn eines Kleinhäuslers und Zimmermanns in Mauthen geboren. Nach Abschluss der Pflichtschule und der Lehrerbildungsanstalt war ab 1903 als Lehrer in Feistritz an der Gail tätig. Dort betätigte er sich in der Lokalorganisation der Sozialdemokratischen Arbeiterpartei. 1908/09 übersiedelte Lagger nach Wolfsberg, wo er als Gemeinderat wirkte. Im Alter von 33 Jahren trat Lagger als Soldat in den Ersten Weltkrieg ein und beteiligte sich 1918/19 als Soldat am Kärntner Abwehrkampf.
1919 nahm Hans Lagger seine Arbeit als sozialdemokratischer Mandatar im Kärntner Landtag auf. Ab 1923 übernahm er die Führung in der Landesleitung des Republikanischen Schutzbundes in Kärnten. Von 1927 bis 1931 war Lagger als Abgeordneter der Sozialdemokratischen Arbeiterpartei Deutschösterreichs im österreichischen Nationalrat tätig. Bis zum Verbot der Sozialdemokratischen Partei infolge des Februaraufstandes 1934 arbeitete er wieder als Landtagsabgeordneter in Kärnten. In diese Zeit fiel auch die Gründung der ASKÖ Kärnten im Jahre 1930, der er bis zu deren Auflösung im Jahr 1934 als Landesobmann vorstand. Nach zwölf Jahren Verbot wurde der ASKÖ Kärnten im Jahre 1946 wieder ins Leben gerufen.
1944 wurde Lagger im Alter von 62 Jahren Opfer einer NS-Deportationswelle, die nach dem missglückten Attentat vom 20. Juli 1944 auf Hitler einsetzte. Aufgrund von „illegalen politischen Tätigkeiten“ wurde er in das KZ Dachau deportiert, aus dem er im Juni 1945 schwer erkrankt zurückkehrte.
Im Herbst 1945 zog Lagger erneut für die sozialdemokratische Partei in den österreichischen Nationalrat ein, außerdem hatte er das Amt des Landesschulinspektors von Kärnten inne. Am 12. April 1949 verstarb Lagger an den Folgen einer Blasenoperation an der Poly-Klinik in Wien.

## Politische Funktionen
- 1909–1912 und 1918–1919: Mitglied des Gemeinderates von Wolfsberg
- 1919–1927 und 1931–1934: Abgeordneter zum Kärntner Landtag (12., 13. und 15. Gesetzgebungsperiode)
- 1919–1927 und 1931–1934: Landesrat von Kärnten (Landesregierung Gröger, Landesregierung Schumy und Landesregierung Kernmaier)
- Mitglied der Freien Lehrergewerkschaft

## Politische Mandate
- 18. Mai 1927 bis 1. Oktober 1930: Mitglied des Nationalrates (III. Gesetzgebungsperiode), SdP
- 2. Dezember 1930 bis 30. Januar 1931: Mitglied des Nationalrates (IV. Gesetzgebungsperiode), SdP
- 19. Dezember 1945 bis zu seinem Tod am 12. April 1949: Mitglied des Nationalrates (V. Gesetzgebungsperiode), SPÖ

## Publikationen (Auswahl)
- Hans Lagger (hrsg. im Selbstverlag), Im Schatten des Weltkrieges. Aus Geheimbefehlen eines k.u.k. Militärkommendos. Klagenfurt o. J. Druck: Ferd. Kleinmayr.
- Der rote Landeshauptmann. Klagenfurt 1927. Druck: Joh. Leon sen.
- Keimzellen proletarischer Wirtschaftsentwicklung. Klagenfurt o. J. Druck: Ferd. Kleinmayr.
- Abwehrkampf und Volksabstimmung in Kärnten 1918 – 1920. Klagenfurt 1930.
- Praktische Winke für unsere Gemeindevertreter. Klagenfurt o. J.
- Praktische Winke für unsere Jugendfürsorger. Klagenfurt o. J.
- Hans Lagger, Die Wahrheit über Dachau. Klagenfurt o. J. Druck: Carinthia.